# Tatsumi Kasahara
Tatsumi Kasahara (jap. 笠原辰己 Kasahara Tatsumi;  ur. 21 stycznia 1977 w Niigata) – japoński biathlonista, olimpijczyk. Zadebiutował w biathlonie w rozgrywkach juniorskich w roku 1999.
Starty w Pucharze Świata rozpoczął zawodami w Östersund w roku 2002 zajmując 81. miejsce w sprincie. Jego najlepszy dotychczasowy wynik w Pucharze świata to 32. miejsce w biegu indywidualnym w Östersund w sezonie 2006/07.
Podczas Igrzysk Olimpijskich w Turynie w roku 2006 zajął 67. miejsce w biegu indywidualnym, 47 w sprincie, 50 w biegu pościgowym i 12 w sztafecie.
Podczas Mistrzostw świata w roku 2004 w Oberhofie zajął 92. miejsce w biegu indywidualnym, 67 w sprincie i 17 w sztafecie. Na Mistrzostwach świata w roku 2005 w Hochfilzen zajął 77. miejsce w biegu indywidualnym, 49 w sprincie, 43 w biegu pościgowym i 13 w sztafecie. Na Mistrzostwach świata w roku 2008 w Östersund zajął 35. miejsce w biegu indywidualnym, 55 w sprincie, 54 w biegu pościgowym oraz 18 w sztafecie. Na Mistrzostwach świata w roku 2009 w Pjongczangu zajął 81. miejsce w biegu indywidualnym, 59 w sprincie, 54 w biegu pościgowym i 18 w sztafecie.

## Osiągnięcia

### Igrzyska Olimpijskie
- 2006 Turyn – 67. (bieg indywidualny), 47. (sprint), 50. (bieg pościgowy), 12. (sztafeta)

### Mistrzostwa świata
- 2004 Oberhof – 92. (bieg indywidualny), 67. (sprint), 17. (sztafeta)
- 2005 Hochfilzen – 77. (bieg indywidualny), 49. (sprint), 43. (bieg pościgowy), 13. (sztafeta)
- 2005 Chanty-Mansyjisk – 18. (sztafeta mieszana)
- 2008 Östersund – 35. (bieg indywidualny), 55. (sprint), 54. (bieg pościgowy)
- 2009 P'yŏngch'ang – 81. (bieg indywidualny), 59. (sprint), 54. (bieg pościgowy), 18. (sztafeta)